# Élongation musculaire
Pour les articles homonymes, voir Élongation.
Une élongation musculaire est un phénomène qui se produit à la suite d'un allongement des fibres musculaires au-delà de leur élasticité qui crée plusieurs petites lésions internes. Cette blessure est de même type que la déchirure musculaire. Une élongation peut survenir lors de mouvements brusques lorsque le corps n'est pas suffisamment échauffé ou assoupli (sports de contact, sports collectifs).